# Voraptus tenellus
Voraptus tenellus är en spindelart som först beskrevs av Simon 1893.  Voraptus tenellus ingår i släktet Voraptus och familjen taggfotsspindlar.
Artens utbredningsområde är Seychellerna. Inga underarter finns listade i Catalogue of Life.